# Asta di apertura
L'asta di apertura (così come l'asta di chiusura) serve a far sì che il primo (ultimo) prezzo di ogni giorno non sia determinato casualmente dai primi (ultimi) due attori che hanno stipulato un contratto.
Anche dopo la chiusura della fase di negoziazione, il mercato borsistico continua a essere influenzato dai flussi informativi generati dagli eventi macro-politici, dalle informazioni diffuse dalle società quotate e dai mercati esteri. Tutti questi eventi sono in grado di influenzare le aspettative degli investitori, senza tradursi immediatamente in prezzi. Queste aspettative si traducono nel prezzo di apertura, la cui determinazione è frutto della sedimentazione di tutte le informazioni generate fino a quel momento.
L'asta di apertura serve perciò a fissare prezzi significativi. In questa fase tutti gli intermediari operativi sul mercato possono immettere ordini, che si aggiungono a tutte le proposte che sono già sul book. Essendo un'asta, si trova un equilibrio. Il sistema di trading della Borsa ordina tutte le proposte di negoziazione per ogni titolo: gli acquisti in ordine decrescente, le vendite in ordine crescente. Gli ordini possono essere inseriti a prezzo limitato o al prezzo di asta.
Nel book di pre-apertura gli ordini sono inseriti ma non eseguiti. Secondo una serie di regole stabilite da Borsa Italiana, il sistema di negoziazione elabora e diffonde in tempo reale il prezzo teorico di apertura. Gli intermediari possono vedere gli ordini già immessi e modificare i propri.
Per evitare variazioni improvvise del prezzo di apertura determinabili mediante l'inserimento o - più facilmente - la cancellazione degli ordini negli ultimi istanti, il momento di termine della fase di immissione ordini è calcolato casualmente all'interno dell'ultimo minuto della fase di pre-apertura, in modo tale che nessun intermediario possa avere la certezza di essere l'ultimo a inserire o cancellare ordini.
Al termine della fase di pre-apertura l'ultimo prezzo teorico viene controllato e, se non oltrepassa i limiti di variazione per quel determinato titolo, viene validato e considerato come prezzo effettivo di apertura. A questo prezzo vengono concluse tutte le proposte di acquisto immesse in fase di pre-asta con prezzo superiore al prezzo di apertura e quelle di vendita con prezzo inferiore allo stesso, fino ad esaurimento delle quantità. Successivamente si passa alla fase successiva della seduta di Borsa: la negoziazione continua.
Qualora durante la negoziazione continua di uno strumento finanziario il prezzo del 
contratto in corso di conclusione superi uno dei limiti di variazione dei prezzi, la negoziazione continua dello strumento finanziario 
viene automaticamente sospesa e contestualmente viene attivata una fase di asta 
di volatilità.